# 張益贍
張益贍（1970年5月19日—），為一名台灣政治幕僚。野百合學運出身，曾幫陳水扁打過市長及總統選戰，曾任雲林縣政府文化處處長，2014年協助柯文哲選舉後擔任台北市政府市政顧問，2016年6月出任台北市文化基金會副執行長。2019年臺灣民眾黨成立，退出民主進步黨、並加入民眾黨任中央委員。
2020年，張益贍被媒體報導與小自己20歲的民眾黨黨員蔡宜芳有逾越朋友份際的往來，因而辭去台北市文化基金會副執行長，同時被王浩宇爆料與其合謀操作負面選舉，被民眾黨以違反黨章「正直誠信」原則開除黨籍
。2022年起，藉由支持台北市長候選人陳時中復出，現則不定期參加政論節目。

## 早年
張益贍為國立臺灣大學社會學士、國立清華大學社會學碩士，他的碩士論文題目為《關渡地區開發之環境社會學分析--衝突與決策》（1997年）。原本為民進黨黨齡二十幾年的資深黨員，野百合學運出身，曾幫陳水扁打過市長、總統選戰，也擔任過雲林縣文化處長、民主進步黨青年部主任等。

## 近年活動
張益贍在投入柯文哲團隊之前，原本是台灣團結聯盟立法委員林世嘉幕僚，林世嘉因會計法修法爭議被台聯除名之後，張益贍投入柯文哲團隊，2014年柯文哲競選台北市長時，張益贍成為柯文哲核心幕僚，協助柯文哲拿下台北市長寶座，獲得柯文哲的信任，進入台北市政府擔任市政顧問。
2016年6月，柯文哲打破慣例指派張益贍出任台北市文化基金會副執行長，但也頻遭外界質疑「酬庸」爭議。柯文哲成立臺灣民眾黨之後，張益贍也毅然決然退出待了20幾年的民進黨，加入臺灣民眾黨。

## 事件及爭議

### 疑貪波卡事件
2015年9月，悠遊卡公司找來日本AV女優波多野結衣製作公益悠遊卡（波卡事件），時任台北市政府顧問的張益贍索取了60套；風波爆發後，張益贍才緊急退回50套。台北市政府政風處一度對張益贍展開調查，後不了了之。

### 疑似酬庸
2016年柯文哲增設一位台北市文化基金會（文基會）副執行長，月薪十幾萬，並任命張益贍擔任，張雖曾任雲林縣文化處長，但此舉引發輿論酬庸聯想。對於日後台北市文基會可能產生雙頭馬車，以及局長職權明顯遭架空的問題，擔任台北市文化局局長兼文基會執行長的謝佩霓語帶保留，但不否認，「很難說什麼」，由於該位置根據往例，均由文化局長推薦，柯此次強勢出手，一度造成內部緊張對立，張也因此遭外界質疑是柯文哲的政治酬庸。也有人覺得張益贍過去資歷和才幹甚優，被指酬庸，讓許多他的朋友為他抱不平。

### 蔡宜芳
2020年3月，張益贍被《周刊王》爆料與同黨臺北市議員落選人「美女刺客」蔡宜芳激吻，並到汽車旅館開房間。張益贍為民眾黨中央委員、臺北市文化基金會副執行長，比身為民眾黨國會黨團助理的蔡宜芳大了二十歲，已婚，並育有女兒，而女兒只比蔡宜芳小五歲。張益贍原不承認兩人偕赴摩鐵，當記者出示証據後，又改稱自己與蔡宜芳只是多次去摩鐵「討論公事」，蔡宜芳也堅稱兩人是在摩鐵「開會」。
蔡宜芳之父蔡崇銘認為，女兒學歷很高，絕對不可能會主動當小三，破壞他人家庭，一定是男方主動追求，並希望大家不要在傷口撒鹽，放過蔡宜芳。此言一出，又遭到網路名人朱學恆諷刺，「我連我家貓主動不主動了都不知道，爸爸這時還是不要出來多講吧」。
張益贍原為黨齡二十幾年的民進黨員，去年加入臺灣民眾黨時表示，期許臺灣民眾黨朝向「柔性、開放性、多元性政黨」邁進。如今被網友消遣，他是期許「揉、性開放、性多元、性政黨」，酸度爆表。
蔡宜芳3月15日表示，「個人因與友人相處過度親近，逾越朋友之間應有之份際，造成家人困擾，深感抱歉，未來謹守朋友份際。」還引用《愛的迫降》台詞喊冤，蔡宜芳也表示，日前立委蔡壁如受訪時提到自己曾主動致電，並在電話中哭訴坦承戀情一事，是部分媒體與網路的誤解，導致呈現方式扭曲，蔡宜芳強調，「沒有發生的事就是沒有發生」，也絕無「認愛」一說。
5月，張益贍開始擔任Uber Eats外送員，暫停了政治活動。

### 惰職情況
2020年，除了蔡宜芳與有婦之夫開房間而引發輿論痛批外，張案還發展出案外案，張益贍是北市文化基金會副執行長，月薪高達十四萬。不過卻被周刊發覺張益贍惰職狀況嚴重，早上10時23分才從家中出門，中午和蔡宜芳共進速食，直到下午才到文化基金會辦公室上班，上班兩個小時就下班，前往按摩店、接蔡宜芳下班。桃園市議員王浩宇質疑，一天只要上班兩個小時就可月領14萬，這工作根本就是酬庸。臺灣民眾黨已經緊急將張益贍停權，遭網友諷為「切割神速」，網友並舉出「洪慈庸擔任國會顧問，遭到臺灣民眾黨支持者痛批酬庸」一事，大加揶揄消遣，大諷「雙重標準黨」。王浩宇也逮到機會反酸柯文哲支持者，他批，「每天只到文基會上班2小時，上班時間還出現在養生會館、摩鐵談事情？ 柯粉到底有什麼臉批評洪慈庸是酬庸？」 
國民黨議員徐巧芯透露，經追蹤後，台北市文化局證實張益贍真的是領薪水期間蹺班，呼籲柯市府應重新檢討政務官、機要人員出勤管理。徐巧芯在臉書公布文基會請假流程，並發文指出，張益贍被拍到疑似翹班幽會的3月3日並沒有請假，「真的是領薪水期間蹺班」，直指「領納稅人薪水、卻怠忽職守的行為讓人完全無法接受」。張益贍本人應針對公務怠惰一事道歉，而非只談自己的私事。

### 結盟綠黨拉下時力事件
2020年，王浩宇加碼爆料，指稱張益贍找當時為綠黨重要幹部的他結盟，以負面選舉策略拉下時代力量與黃國昌。王浩宇並出示張益贍曾說「我會請黨部打你不打時力」、「一起努力拉下他」、「想想還有什麼招」的通訊軟體對話圖片等內容佐証。王浩宇指出，民眾黨去年選舉除了「藍綠都是垃圾」，最重要的策略就是要把時代力量的票拉走、把黃國昌拉走或消滅，希望成為立法院唯一的第三勢力黨團。
台灣民眾黨則稱張益贍的作為是其個人舉動，違反正直誠信，絕對不是黨中央授權。2020年3月11日，台灣民眾黨發表聲明：「張益贍先生在未經本黨黨中央授權的情況下，與其他政黨代表討論負面選舉操盤策略，相關違紀事宜已違反本黨黨章所規範之正直誠信原則，嚴重毀損本黨形象。經中評會下午開會討論後，決定給予張益贍開除黨籍處分。」台灣民眾黨中央認為，根據相關資料及蔡宜芳本人之書面、電話陳述後，認定蔡宜芳參與程度尚輕，但知情不報、任其發展，亦屬傷害黨譽之違紀事項；對蔡宜芳處以停權一年之處分。